# Kristaq Skrami
Kristaq Skrami (ur. 16 sierpnia 1956 we Wlorze) – albański aktor. 

## Życiorys
W 1981 ukończył studia na wydziale aktorskim Instytutu Sztuk w Tiranie. Po studiach występował na scenie Teatru im. Petro Marko we Wlorze. Na scenie we Wlorze zagrał 50 ról.
Na dużym ekranie zadebiutował w 1981 rolą Viktora w filmie fabularnym Ne kufi të dy legjendave. Potem zagrał jeszcze w ośmiu filmach fabularnych. Za rolę Ilira w filmie Pranvera s'erdhi vetem został wyróżniony nagrodą aktorską na Festiwalu Filmów Albańskich. Od 2011 pełni funkcję dyrektora Teatru Narodowego (Teatri Kombëtar).
Przez władze Albanii został uhonorowany tytułem Zasłużonego Artysty (alb. Artist i Merituar).

## Role filmowe
- 1981: Ne kufi të dy legjendave jako Viktor
- 1981: Ne prag te lirise jako Alert
- 1983: Gracka jako radiotelegrafista
- 1984: Duaje emrin tend jako Agron
- 1984: Lundrimi i pare jako Petrit
- 1986: Një jetë me shume jako Arshin
- 1987: Botë e padukshme jako Gjergji
- 1988: Pranvera s'erdhi vetem jako Ilir
- 1990: Jeta ne duart e tjetrit jako Fred Bani
- 2009: Miesiąc miodowy jako Leka
- 2009: Gjaksit (film krótkometrażowy) jako ojciec